# Speed Zone
Speed Zone (titulada: Los locos del Cannonball 3 en España y Carrera de locos 3 en Hispanoamérica), también conocida como Cannonball Fever y Cannonball Run III, es una película de comedia y acción estadounidense de 1989. Siendo distribuida por Orion Pictures, es la tercera parte de la serie fílmica de Cannonball Run. La película es dirigida por Jim Drake y fue protagonizada por John Candy, Eugene Levy y Joe Flaherty.

## Sinopsis
Un variopinto grupo de personas se reúne en una posada en el campo en preparación para la famosa "Cannonball Run", una carrera ilegal de tres días a campo traviesa desde Washington D. C. hasta Santa Mónica, donde el ganador y los cinco finalistas recibirán un millón de dólares. Sin embargo, el exaltado jefe de policía de Washington, Spiro T. Edsel, junto con su sufrido compañero Whitman, arrestan a todos los pilotos para evitar que la carrera ocurra. Como resultado, los patrocinadores deben encontrar conductores de reemplazo para el día siguiente.

## Reparto
| Actor            | Personaje                      | Notas         |
| ---------------- | ------------------------------ | ------------- |
| Melody Anderson  | Lea Roberts                    |               |
| Harvey Atkin     | Gus Gold                       |               |
| Shari Belafonte  | Margaret                       |               |
| Peter Boyle      | Jefe de policía Spiro T. Edsel |               |
| John Candy       | Charlie Cronan                 |               |
| Louis Del Grande | Sr. Benson                     |               |
| Donna Dixon      | Tiffany                        |               |
| Jamie Farr       | El jeque                       |               |
| Joe Flaherty     | Vic DeRubis                    |               |
| Matt Frewer      | Alec Stewart                   |               |
| Brian George     | Valentino Rosatti              |               |
| Art Hindle       | Flash                          |               |
| Mimi Kuzyk       | Heather Scott                  |               |
| Don Lake         | Whitman                        |               |
| Eugene Levy      | Leo Ross                       |               |
| Carl Lewis       | Jogger / Él mismo              |               |
| Tim Matheson     | Jack O'Neill                   |               |
| Alyssa Milano    | Lurleen                        |               |
| Richard Petty    | Él mismo                       | No acreditado |
| Brooke Shields   | Aeromoza / Ella misma          |               |
| Dick Smothers    | Nelson van Sloan               |               |
| Tom Smothers     | Randolph van Sloan             |               |
| Michael Spinks   | Soltero / Él mismo             |               |
| Jamie Farr       |                                | Cameo         |
| John Schneider   | Donato                         | Cameo         |
| Lee Van Cleef    | Abuelo                         | Cameo         |